# Kunstführer
Ein Kunstführer ist ein Führer (Nachschlagewerk), der sich vertieft mit der Kunst einer Region befasst und meist von Kulturtouristen genutzt wird. Da Kunst vor allem früher vielfach sakraler Natur war, hat sich hier mit dem Kirchenführer noch einmal ein eigenes Subgenre entwickelt. Wird lediglich die in einer Ausstellung präsentierte Kunst beschrieben, spricht man von einem Ausstellungskatalog.

## Geschichte
Mit Aufkommen des Tourismus wuchs auch das Interesse an Informationen über die auf einer Reise oder einem Ausflug anzutreffenden Sehenswürdigkeiten. Als einer der ersten Kunstführer erschien den Jahren 1794–1797 die Beschreibung der Königlichen Haupt- und Residenzstadt Prag sammt allen darinn befindlichen sehenswürdigen Merkwürdigkeiten von Jaroslaus Schaller. Seit 1905 liegt in Deutschland das Handbuch der Deutschen Kunstdenkmäler von Georg Dehio in mehreren Auflagen vor, auf das sich später auch der Reclam-Verlag mit seinen ab 1957 erschienenen Kunstführern stützte.
Ende des 19. und Anfang des 20. Jahrhunderts etablierte sich die Gattung des Kunstführers in Heftform, in der meist bedeutende Einzelbauwerke und die in ihnen enthaltenen Kunstgegenstände beschrieben werden. Durch die Weiterentwicklung der Drucktechnik wurde es möglich, die Kunstführer mit Fotografien zu illustrieren. Diese Publikationen richteten sich vor allem an Besucher des Objektes und wurden vor Ort zu verhältnismäßig günstigen Preisen angeboten. Nach dem Zweiten Weltkrieg wurden zunehmend Illustrationen in Farbe üblich, auch erschienen nun solche Führer auch für weniger bekannten Baudenkmäler, etwa ländliche Pfarrkirchen.

## Bekannte Kunstführerliteratur
- Christliche Kunststätten Österreichs, Verlag St. Peter Salzburg
- Das christliche Denkmal (ab 1953), Union Verlag Berlin, seit 1990 vom Verlag Schnell und Steiner in der Reihe Kleine Kunstführer fortgeführt[3][4]
- Große Baudenkmäler (1944–1999), jetzt DKV-Kunstführer, Deutscher Kunstverlag
- HB-Kunstführer (1983–1997), HB-Vertriebs- und Verlagsgesellschaft Hamburg
- Kleine Kunstführer (ab 1932), Verlag Schnell und Steiner
- Kleine Kunstführer für Niedersachsen (1953–1993), Musterschmidt-Verlag
- Kleine Kunstführer zu Kirchen, Profanbauten und Museen, Kunstverlag Josef Fink
- Kunstführer des Westfälischen Heimatbundes (1936–1958)
- Ostfriesische Kunstführer (1962–1990), Ostfriesische Landschaft
- Peda-Kunstführer
- Reclams Kunstführer (1958–1994), Philipp Reclam jun.
- Rheinische Kunststätten, Rheinischer Verein für Denkmalpflege und Landschaftsschutz (RVDL)
- Schwäbische Kunstdenkmale (ab 1962)
- Schweizerische Kunstführer, Gesellschaft für Schweizerische Kunstgeschichte
- Westfälische Kunststätten (ab 1977), Westfälischer Heimatbund

## Kunstführer heute
Neben gedruckten Büchern gibt es heute vermehrt Audioguides, die entliehen oder mit dem Mobiltelefon abgehört werden können. Auch können Informationen dem Smartphone abgerufen werden.